# Pachalik de Kanije
1600–1690
Entités précédentes :
- Monarchie de Habsbourg
- Pachalik de Zigetvar

Entités suivantes :
- Monarchie de Habsbourg

Le pachalik de Kanije ou eyalet de Kanije (turc osmanli : Eyalet-i Kanije ; hongrois : Kanizsai ejálet) était une des provinces de la Hongrie ottomane. Sa capitale était Kanije.